# Parachondrostoma miegii
La madrilla (Parachondrostoma miegii) és una espècie de peix cipriniforme de la família dels ciprínids.
L'any 2022 va ser inclòs a l'annex 1, secció segona, del Decret 172/2022 de 20 de setembre, del Catàleg de fauna salvatge autòctona amenaçada i de mesures de protecció i de conservació de la fauna salvatge autòctona protegida, que la cataloga com a "vulnerable".